# Saint-Bazile-de-la-Roche
Pour les articles homonymes, voir Saint-Bazile et La Roche.
Saint-Bazile-de-la-Roche est une ancienne commune française située dans le département de la Corrèze en région Nouvelle-Aquitaine.
Au 1er janvier 2017, la commune de Saint-Bazile-de-la-Roche fusionne avec celle d'Argentat, créant la commune nouvelle d'Argentat-sur-Dordogne.

## Géographie
La commune est traversée du nord au sud par le Doustre.

### Localisation

#### Communes limitrophes
|                     | Champagnac-la-Prune      |                          |
| Saint-Bonnet-Elvert | Saint-Bazile-de-la-Roche | Saint-Martin-la-Méanne   |
|                     | Argentat                 | Saint-Martial-Entraygues |

## Politique et administration
| Période      | Période  | Identité             | Étiquette | Qualité                   |
| ------------ | -------- | -------------------- | --------- | ------------------------- |
| janvier 2017 | mai 2020 | Éloïc Modard         |           | Entrepreneur en bâtiments |
| mai 2020     | En cours | Jean-marie Brigoulet | DVG       | Retraité                  |

| Période                                  | Période       | Identité           | Étiquette | Qualité                   |
| ---------------------------------------- | ------------- | ------------------ | --------- | ------------------------- |
| Les données manquantes sont à compléter. |               |                    |           |                           |
| mars 2001                                | mars 2008     | Fernande Chassaing |           |                           |
| mars 2008                                | décembre 2016 | Éloïc Modard       |           | Entrepreneur en bâtiments |

## Démographie
L'évolution du nombre d'habitants est connue à travers les recensements de la population effectués dans la commune depuis 1793. À partir du 1er janvier 2009, les populations légales des communes sont publiées annuellement dans le cadre d'un recensement qui repose désormais sur une collecte d'information annuelle, concernant successivement tous les territoires communaux au cours d'une période de cinq ans. 
Pour les communes de moins de 10 000 habitants, une enquête de recensement portant sur toute la population est réalisée tous les cinq ans, les populations légales des années intermédiaires étant quant à elles estimées par interpolation ou extrapolation. Pour la commune, le premier recensement exhaustif entrant dans le cadre du nouveau dispositif a été réalisé en 2007,.
En 2014, la commune comptait 123 habitants, en évolution de −21,15 % par rapport à 2009 (Corrèze : −0,61 %, France hors Mayotte : +2,49 %).
| 1793 | 1800 | 1806 | 1821 | 1831 | 1836 | 1841 | 1846 | 1851 |
| ---- | ---- | ---- | ---- | ---- | ---- | ---- | ---- | ---- |
| 489  | 422  | 513  | 472  | 550  | 572  | 584  | 567  | 587  |

| 1856 | 1861 | 1866 | 1872 | 1876 | 1881 | 1886 | 1891 | 1896 |
| ---- | ---- | ---- | ---- | ---- | ---- | ---- | ---- | ---- |
| 595  | 560  | 530  | 526  | 526  | 538  | 578  | 517  | 527  |

| 1901 | 1906 | 1911 | 1921 | 1926 | 1931 | 1936 | 1946 | 1954 |
| ---- | ---- | ---- | ---- | ---- | ---- | ---- | ---- | ---- |
| 506  | 490  | 454  | 346  | 364  | 368  | 381  | 245  | 237  |

| 1962 | 1968 | 1975 | 1982 | 1990 | 1999 | 2007 | 2012 | 2014 |
| ---- | ---- | ---- | ---- | ---- | ---- | ---- | ---- | ---- |
| 227  | 182  | 196  | 177  | 175  | 151  | 163  | 128  | 123  |

## Culture locale et patrimoine

### Personnalités liées à la commune
- Jacques-Louis de La Brue de Saint-Bauzile (1761-1832), évêque nommé de Gand en 1813-1814, évêque in partibus de Tempé (de) et chanoine de Saint-Denis est né à Saint-Bazile-de-la-Roche.

### Héraldique
| Blason de Saint-Bazile-de-la-Roche | Blason  | D'azur au lion d'or, armé, lampassé et couronné de gueules. |
| Blason de Saint-Bazile-de-la-Roche | Détails | Le statut officiel du blason reste à déterminer.            |